# Cerro Umurata
Cerro Umurata är ett berg i Bolivia, på gränsen till Chile. Det ligger i den västra delen av landet, 400 km väster om huvudstaden Sucre. Toppen på Cerro Umurata är 5 707 meter över havet, eller 18 meter över den omgivande terrängen. Bredden vid basen är 0,13 km. Cerro Umurata ingår i Nevados de Quimsachata.
Terrängen runt Cerro Umurata är kuperad åt nordost, men åt sydväst är den bergig. Trakten runt Cerro Umurata är nära nog obefolkad, med mindre än två invånare per kvadratkilometer.. 
Omgivningarna runt Cerro Umurata är i huvudsak ett öppet busklandskap.